# ニコン・トリンブル
株式会社ニコン・トリンブル（英称：Nikon-Trimble Co., Ltd.）は、株式会社ニコンと米国トリンブルとの合弁企業であり、大手測量機器メーカーのひとつである。株式会社ニコンの持分法適用会社として、ニコングループの測量機器部門を担当している。

## 主な製品
- トータルステーション
- GNSS/GPS受信機
- 3Dレーザスキャナ
- セオドライト
- レベル
- 建設用レーザ
- GIS製品
- マシンコントロール・カイダンスシステム
- 航空測量/モバイルデータ計測システム
- PDA/タブレットコンピュータ
- ナビゲーションシステム
- 測量CADシステム
- デジタル平板システム

## 親会社
- トリンブル（英語版）
- 株式会社ニコン